# Mei long
Mei long és una espècie de dinosaure troodòntid de la mida d'un ànec que va ser excavat per primera vegada pels paleontòlegs a Liaoning, Xina, l'any 2004. Mei va viure durant el Cretaci inferior.

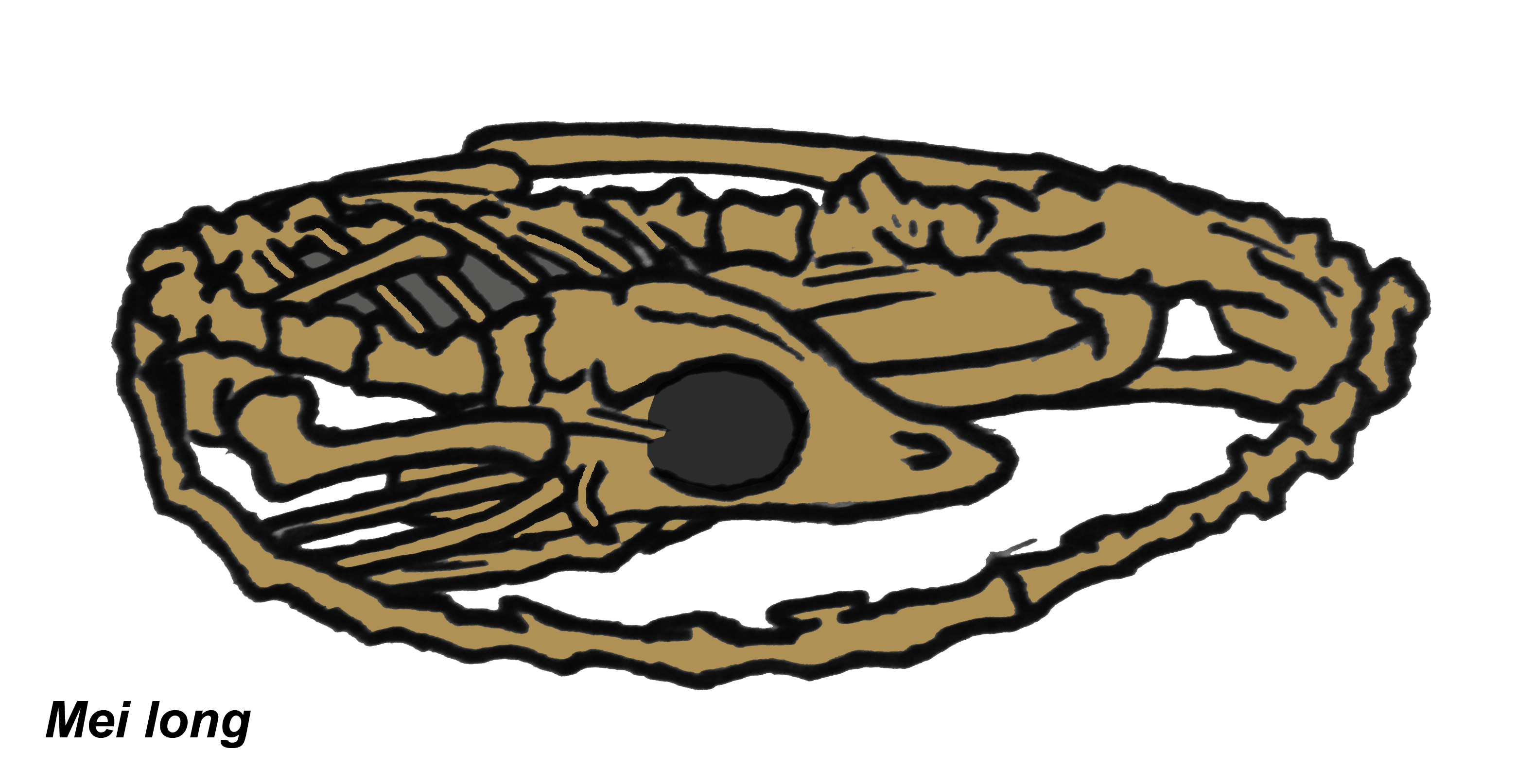
Il·lustració del fòssil de Mei en posició de dormir.

 El fòssil tipus és un jove, complet i excepcionalment ben preservat en detalls en tres dimensions, amb el morro sota una de les potes anteriors, similar a la posició de son dels ocells moderns. Aquesta postura indica un altre enllaç de comportament entre els ocells i els dinosaures. La química de la matriu de pedra i la posició de descans indiquen que l'animal probablement va ser enterrat instantàniament per cendra volcànica.
Mei és un dels noms més curts donats a un dinosaure, conjuntament amb l'alvarezsàurid Kol de Mongòlia.